# لوم چائونا
لوم چائونا (انگلیسی: Loum Tchaouna؛ زادهٔ ۸ سپتامبر ۲۰۰۳) بازیکن فوتبال است.
وی همچنین در تیم‌های ملی فوتبال France national under-16 football team، زیر ۱۷ سال فرانسه، و زیر ۱۹ سال فرانسه بازی کرده‌است.